# Rhythm of the Night (álbum)
Rhythm of the Night é o quarto álbum de estúdio do grupo DeBarge, lançado pela Gordy Records em 14 de março de 1985. Atingiu o número 19 da parada Billboard 200 e número 3 da parada Álbuns R&B. Foi certificado  Platina pela  RIAA.

## Faixas
1. "Prime Time" (Clif Magness, Glen Ballard, Jay Graydon) - 4:27
2. "The Heart Is Not So Smart" (Diane Warren) - 4:36
3. "Who's Holding Donna Now" (David Foster, Jay Graydon, Randy Goodrum) - 4:27
4. "Give It Up" (Jay Graydon, Randy Goodrum, Tom Canning) - 4:19
5. "Single Heart" (Giorgio Moroder, Pete Bellotte) - 3:33
6. "You Wear It Well" (Chico DeBarge,  El DeBarge) - 4:45
7. "The Walls (Came Tumbling Down)" (El DeBarge, Tony Redic) - 6:45
8. "Share My World" (Bobby DeBarge, Bunny DeBarge, El DeBarge) - 5:36
9. "Rhythm of the Night" (Diane Warren) - 3:49

## Créditos
- Tony B. Feedback, Carlos Vega, Paulinho Da Costa, Ricky Lawson, John Robinson: bateria, percussão
- John Keane, Mike Baird, Mark DeBarge, Andy Narell: percussão
- El DeBarge: teclados, bateria, percussão
- Jay Graydon: guitarras, sintetizadores
- Jesse Johnson, Paul Jackson, Jr., Dann Huff: guitarras
- Giorgio Moroder, Clif Magness, Glen Ballard, Marcus Ryle, Michael Omartian, Steven George, Robbie Buchanan, Steve Porcaro, David Foster, Jeff Lorber, Howie Rice, Steve Mitchell: teclados, sintetizadores
- Abraham Laboriel, James Jamerson, Tommy DeBarge, Nathan East: baixo